# Roguy Méyé
Roguy Méyé (Makokou, 7 de outubro de 1986) é um futebolista profissional gabonense que atua como atacante.

## Carreira
Roguy Méyé fez parte do elenco da Seleção Gabonense de Futebol na Campeonato Africano das Nações de 2012.